# ذئب جزر فوكلاند
ذئب جزر فوكلاند (الاسم العلمي: Dusicyon australis) ويعرف أيضاً باسم warrah وأحياناً يسمى "كلب جزر فوكلاند" أو "ثعلب جزر فوكلاند" أو "ذئب القطب الجنوبي، وهو الحيوان الثدي الأرضي الأصلي الوحيد في جزر فوكلاند. انقرض هذا النوع المتوطن من الكلبيات عام 1876. وهو النوع الحديث الوحيد من جنس ذئب جزر فوكلاند.
كان من المفترض أن يكون أكثر الأجناس ارتباطاً به جنس ليكالوبيكس، بما في ذلك ثعلب باتاغونيا الذي أدخل إلى جزر فوكلاند في العصر الحديث. عام 2009، حددت تحاليل الحمض النووي أقرب الأحياء قرباً لذئب جزر فوكلاند هو الذئب ذو العرف وهو شبيه بالثعلب ذو أرجل طويلة.
وجدت ذئاب جزر فوكلاند في فوكلاند الغربية وفوكلاند الشرقية، لكن تشارلز داروين لم يكن متأكداً منها كانت أصناف مختلفة. لون فرائه صحراوي. نظامه الغذائي غير معروف، لكن نظراً لعدم وجود القوارض في جزر فوكلاند، قد يكون غذاؤه اقتصر على الطيور التي تعشش على الأرض كالإوزة والبطاريق واليرقات والحشرات وقمام الشواطئ. يقال أنه سكن الجحور في بعض الأحيان.

## معرض صور

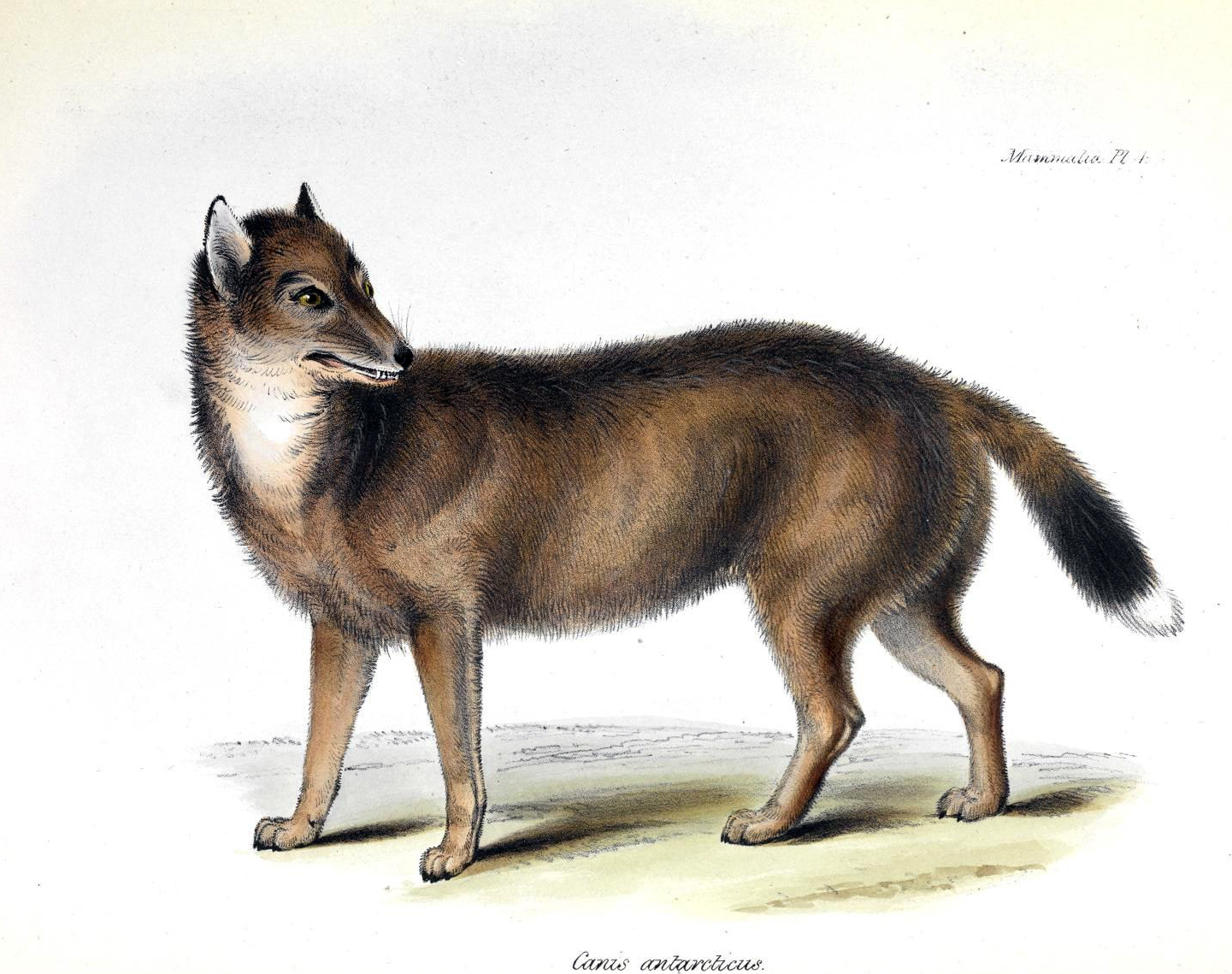
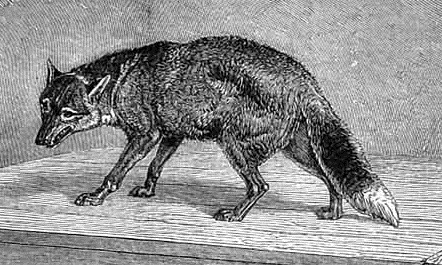
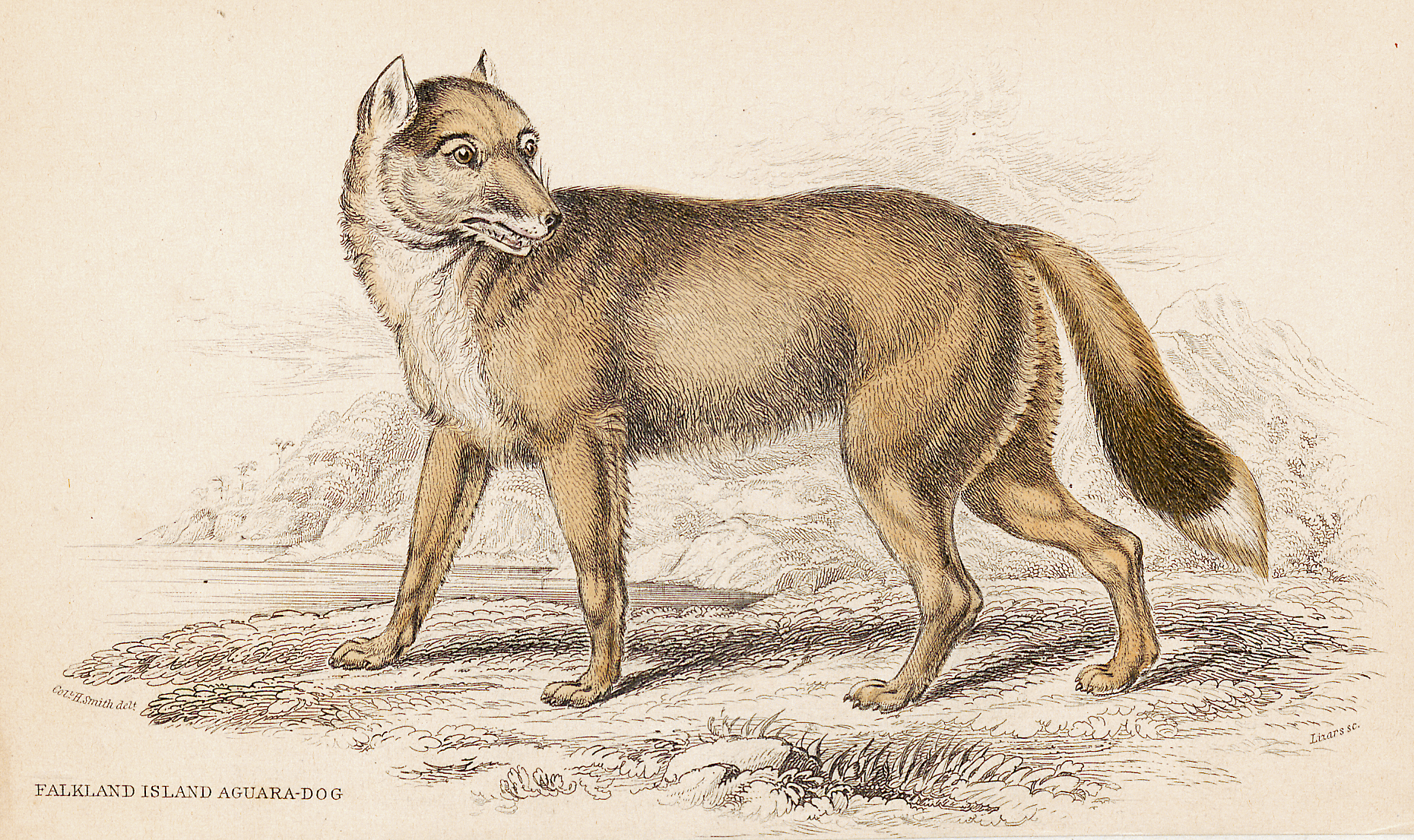

## روابط خارجية
- محميات فوكلاند
- الموقع
- معضلة ذئب داروين قد حلت